# Водний фонд
Во́дний фо́нд — усі води (водні об'єкти) на території України становлять її водний фонд (Водний кодекс України, 1995 р.).
До водного фонду України належать:
- 1) поверхневі води:
  - природні водойми (озера);
  - водотоки (річки, струмки);
  - штучні водойми (водосховища, ставки) і канали;
  - інші водні об'єкти;
- 2) підземні води та джерела;
- 3) внутрішні морські води та територіальне море.